# Onthophagus trispinus
Onthophagus trispinus là một loài bọ cánh cứng trong họ Bọ hung (Scarabaeidae).